# Атанасовско езеро (резерват)
Вижте пояснителната страница за други значения на Атанасовско езеро.
Атанасовско езеро е поддържан резерват в България. Намира се в землището на Бургас и обхваща Атанасовското езеро.
Поддържаният резерват е с площ 1031,94 ha. Обявен е на 12 август 1980 г. с цел опазване на редки и изчезващи в страната и в Европа, гнездещи прелетни и зимуващи птици.
На територията му е разрешено:
- поддържане на дигите и солеността във водите на резервата чрез технологията на традиционния солодобив;
- ремонтни работи на дигите и каналите в периода 30 юли – 1 април;
- мероприятия подпомагащи гнезденето на птиците;
- регулиране числеността на хищните бозайници – лисици, чакали, порове, белки, енотовидно куче;
- паша на крави и овце в Азмак дере;
- добив на артемия на определени места след 30 юли;
- добив на медицинска кал в югозападния край на резервата.[1]

Територията на резервата се припокрива с тази на защитената зона от Натура 2000 „Атанасовско езеро“ по директивата за птиците и по директивата за местообитанията.